# Bilum

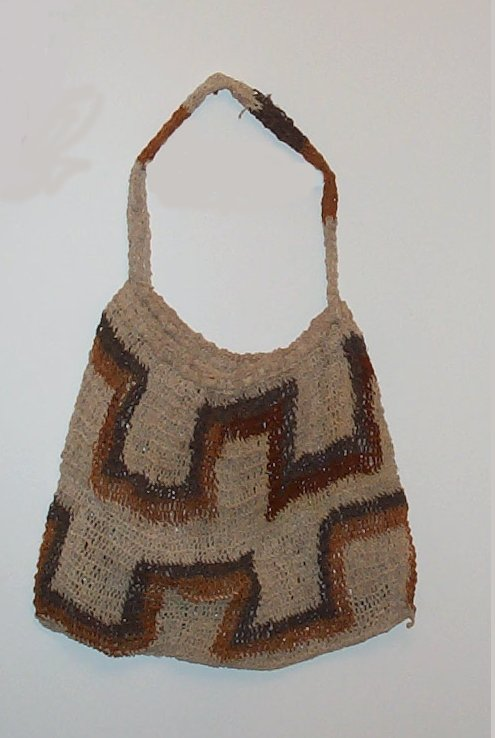
Bilum aus Papua-Neuguinea

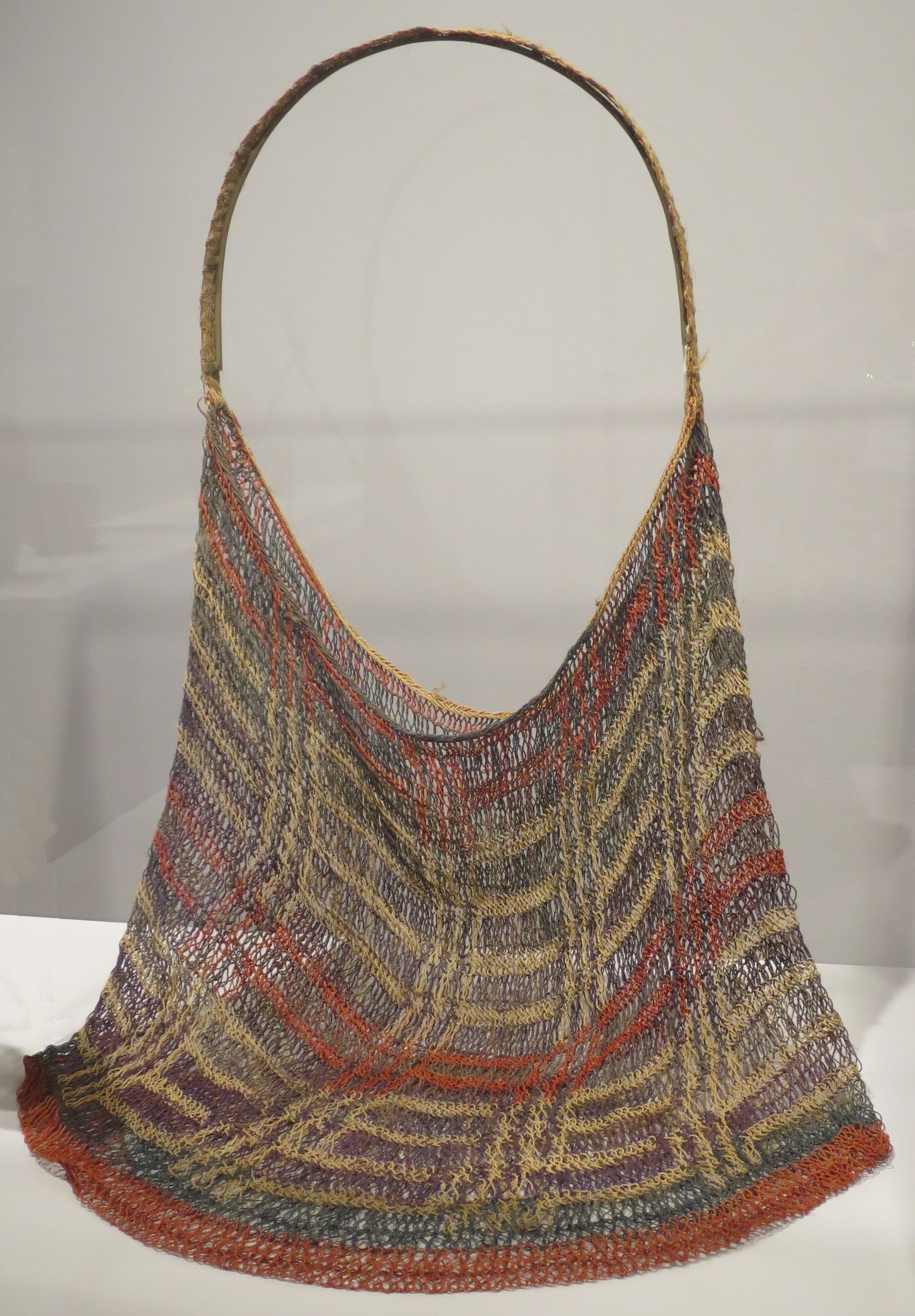
dto.

Ein Bilum ist eine traditionelle in Nadelbindetechnik gefertigte Netztasche aus Papua-Neuguinea. 

## Material
Bilums werden aus Pflanzenmaterialien oder Wolle hergestellt. Aus Pflanzenfasern oder farbiger Wolle wird von Hand ein Faden gezwirnt, aus dem durch knotenloses Verschlingen mit sich selbst die Tasche gearbeitet wird. In Papua-Neuguinea wird meist das Achter- bzw. Sanduhrverschlingen verwendet, eine Stichvariante, die zu der Technik des mehrfach verhängten Verschlingens gehört. Die Taschen werden meistens von Frauen angefertigt. Eine modernere Variante sind Bilums aus buntem, synthetischem oder Baumwollgarn, wobei gerne grelle Farbtöne verwendet werden. Bilums werden von Frauen, Männern und Kindern getragen.

## Tragearten
Frauen tragen den Bilum auf dem Rücken hängend, mit dem Träger über der Stirn. Männer tragen ihren Bilum über die Schulter oder am Gürtel.

## Muster
Es gibt Bilums in vielen Mustern, Farben und Größen. Am Design und den Farben lässt sich oft ihre Herkunft aus den verschiedenen Regionen Papua-Neuguineas erkennen.

## Funktion
Man benutzt Bilums zum Einkaufen, zum Transportieren von Feuerholz, Obst und Gemüse aus dem Garten, aber auch von Ferkeln, Hühner und junge Hunden. In kleineren, oft mit Federn, Muscheln, Samen, Hundezähnen oder auch Schweineschwänzen verzierten Taschen transportieren die Männer ihre Werkzeuge. Auch Babys werden darin getragen oder wie in einer Hängematte zum Schlafen aufgehängt.